# Carlos Lobo Cuevas
Carlos Lobo Cuevas   (Morelia, 18 d'octubre de 1971 - Ciutat de Mèxic, 6 de març de 2025) nom artístic de Carlos Cuevas. Va ser un dibuixant i entintador d'origen mexicà. En el mon del còmic va treballar per algunes de les empreses estatunidenques me grans del sector com; Marvel, DC Comics, WildStorm Productions i Editorial Toukan. Alguns dels personatges pels quals va dibuixar són; Spider-Man, Wolverine, Black Panther, Venom, Superman o Thundercats, entre d'altres.

## Biografia
Carlos Lobo, va néixer a Morelia, capital de l'estat de Michoacán a Mèxic. Va començar estudis de disseny gràfic a la Universidad Autónoma Metropolitana Xochimilco, però ho va abandonar per manca de recursos econòmics. Tot seguit quan va començar a treballar en un estudi de disseny a México D.F. va conèixer l'autor de còmics Sixto Valencia, que li va recomanar uns cursos que fien a l'editorial Ejea. Després de tres anys treballant per l'estudi va decidir dedicar-se al món del còmic.
El 1995 després de presentar unes proves d'entintat a l'editorial Toukan li varen oferir de fer el seu primer treball per entintar una sèrie de còmic a Supercampeones, una llicència de la sèrie d'animació japonesa de futbol Kyaputen Tsubasa. Fou al primer número d'aquesta sèrie on per primera vegada surt als crèdits de la publicació amb el renom de Carlos "Lobo" Cuevas. Aquest renom ja el va fer servir la resta de la seva carrera. La decisió de posar-li aquest nom, la varen prendre els directius i companys a l'editorial, que sabien que el seu personatge de còmic favorit era el Lobo.
D'altres sèries amb un estil Manga, que va entintar per la mateixa editorial foren; Guerreras Mágicas i  Meteorix, aquesta amb dibuixos de Jorge Breaki en la qual Carlos Lobo i va ajudar en els guions.
A les acaballes de la dècada dels noranta, la producció de còmic autòcton a Mèxic, està en recessió i Cuevas, aprofitant que l'editor de DC Comics Scott Dunbier a una convenció a Mèxic per tal de veure portafolis de dibuixants, Cuevas va aprofitar l'ocasió per ensenyar-li el seu. Dunbier, li va valorar els punts forts i els febles del seu treball, tot donant-li l'oportunitat de què li envies un portafolis millorat per tal de tornar a avaluar el seu treball. Aprofitant que hi havia un grup de dibuixants mexicans que ja treballaven pel mercat nord-americà, s'hi va posar en contacte per tal de tenir dibuixos a llapis per poder-los entintar i envia'ls-hi a Dunbier. La molt bona qualitat del seu entintat va fer que es pogués unir a l'equip de dibuixants treballant-hi com entintador amb una certa regularitat. En aquest equip hi havia Francisco Herrera, Humberto Ramos i el colorista Edgar Delgado, entre d'altres.
El 2001 va fer el primer treball d'entintat pel mercat americà a la sèrie de l'editorial Chaos!, Comics Insane Clown Posse: Hallowicked, amb dibuixos de Gerardo Sandoval. Després va entintar per DC Comics, algunes pàgines d'Adventures of Superman i un número sencer de Thundercats amb dues amb dibuixos de Francisco Herrera. D'aquest mateix dibuixant i d'Humberto Ramos va entintar la sèrie Kamikaze, publicada per Dunbier a Cliffhanger de DC Comics.
El 2003 va entintar els dibuixos que Francisco Herrera va fer per la serie de Marvel còmics, Venom, després d'entintar-ne vuit números. Per el mercat europeu va entintar l'àlbum Ashes, dibuixat per Herrera i publicat per editorial francesa Soleil. Amb Humberto Ramos, va col·laborar en tres números de la sèrie Kookaburra K.
Per Marvel Comics, va tornar a col·laborar-hi el 2006 entintant els dibuixos d'Humberto Ramos, durant set números  de la sèrie Wolverine vol.2, set números d'X-Men, per New X-Men vol.2, tres números del crossover titulat “Messiah Complex” i a l'especial Runaways Saga.
El 2008 va firmar un contracte per l'Editorial Marvel i entinta per títols com; Black Panther Annual vol.1 nùm.1, Hulk vs. Hercules: When Titans Collide, Ultimate X-Men, War Machine vol.2, X-Men: Manifest Destiny, Cable vol.2 , World War Hulks: Hulked-Out Heroes, The Amazing Spider-Man i l'especial Free Comic Book Day: The Amazing Spider-Man (2011).
Per problemes personals ha de reduir el ritme de treball el que fa que Ramos, es busqui un altre entintador pels seus dibuixos, això fa que malgrat que Cuevas té un contracte en vigor amb Marvel, en el període 2013-2014 només entinta algunes pàgines per les sèries; Astonishing X-Men vol.3, X-Termination, X-Treme X-Men vol.2, What If? AVX, Thunderbolts vol.2 i pel còmic digital The Avengers: Heroes Welcome. Després ja no va tornar a treballar pel mercat del còmic nord-americà.
Del 2015 en endavant va dibuixar storyboards per publicitat, il·lustracions per editorials de Mèxic i els Estats Units d'Americà, i va entintar las novel·les gràfiques Vitzilopochtli i Miktlán, i alguns còmics en format digital.

## Vida personal
Carlos Cuevas, vivia a México D.C, amb la seva parella Erika Cazares i la seva filla. Va morir el 6 de març del 2025 a la mateixa ciutat on residia.